# RFA Spabeck (A227)
Le RFA Spabeck (A227) était un transporteur côtier de la Royal Fleet Auxiliary de la Marine britannique. Commandé en septembre 1941, sa quille fut posée le 14 mai 1943, et il a été lancé le 21 juin 1943 sous le nom de Rivulet. Mis en service le 3 septembre 1943 sous le nom de Spabeck, il a été utilisé pour transporter du peroxyde d'hydrogène pour les sous-marins expérimentaux HMS Explorer et Excalibur. Désarmé à Devonport en mars 1966, il arrive à Anvers, en route pour Willebroeck, pour y être ferraillé le 14 mai 1966.